# Eich (Lussemburgo)

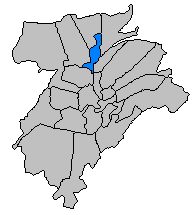
Eich, a nord di Lussemburgo.

Eich (in lussemburghese Eech) è un quartiere nel nord di Lussemburgo, capitale del Lussemburgo.
Nel 2001 contava una popolazione di 1 334 abitanti.

## Storia
Eich è stato un comune del cantone di Lussemburgo fino al 1º luglio 1920, quando fu inserito nel distretto di Lussemburgo. Fino all'8 maggio
1849 il comune di Eich includeva anche il Rollingergrund, che quel giorno fu istituito come comune a sé stante, prima di essere inserito fra le città del Lussemburgo il 26 marzo 1920.